# Beechcraft Model 65
Die Beechcraft Model 65 Queen Air ist ein leichtes zweimotoriges Propellerflugzeug des amerikanischen Herstellers Beechcraft. Es bietet Platz für bis zu neun Passagiere.

## Geschichte
Die Queen Air entstand auf Basis der kleineren Twin Bonanza, von der die Tragflächen, Motoren, das Fahrgestell und das Leitwerk übernommen wurden. Den Erstflug absolvierte der Prototyp der Model 65 am 28. August 1958. Dieses Modell wies zwei Lycoming IGSO480 A1E6-Kolbenmotoren mit 255 kW auf.  Die FAA-Zulassung erfolgte am 1. Februar 1959. Es war möglich, die Startstrecke durch Starthilferaketen zu verkürzen. Die Bestuhlung kann aus dem Innenraum entfernt werden, um das Flugzeug als Frachtmaschine mit einem Laderaum von 7,53 m³ zu verwenden. Die militärische Ausführung der US Army erhielt die Bezeichnung Beechcraft U-8F Seminole. Auch die japanischen Selbstverteidigungsstreitkräfte wählten die Beech 65 als Navigationsschul- und Transportflugzeug.
Das zweite Produktionsausführung Model A65 wies gegenüber dem Ursprungstyp eine gepfeilte Seitenleitwerksflosse und eine größere Kraftstoffkapazität auf. Ab 1960 wurde die Queen Air ausgeliefert.
1968 kamen das Model 80 mit 285-kW-Motoren Lycoming IGSO540 A1D und die mit einer Druckkabine versehene Model 88 sowie die Model 70 hinzu, die wiederum zwei 255-kW-Motoren, aber eine größere Spannweite und ein höheres Startgewicht als die Model 65 besaß.
Von 1960 bis 1977 wurden 1.001 Exemplare ausgeliefert. Die Queen Air bildete die Grundlage für das Turboprop-Flugzeug King Air.

## Nutzung
Das Flugzeug wird bis heute im zivilen Luftverkehr eingesetzt.

### Militärische Nutzer
- Argentinien
- Brasilien
- Myanmar
- Kolumbien
- Ecuador
- Israel
- Japan
- Nepal
- Pakistan
- Peru
- Philippinen
- Südafrika
- Thailand
- Vereinigte Staaten (United States Army)
- Uruguay
- Venezuela

## Zwischenfälle
- Am 2. April 1977 kam es mit einer Beechcraft 65-B80 Queen Air der kolumbianischen Taxi Aéreo El Venado (Luftfahrzeugkennzeichen HK-1067) bei einem Frachtflug auf dem Flugplatz von Yopal (Kolumbien), auch bekannt als Flugplatz El Alcaraván, zu einem Unfall. Alle Insassen überlebten. Das Flugzeug wurde irreparabel beschädigt.[1]

## Technische Daten (Model 65 Queen Air)
| Kenngröße             | Daten                                                |
| --------------------- | ---------------------------------------------------- |
| Spannweite            | 15,32 m                                              |
| Länge                 | 10,82 m                                              |
| Höhe                  | 4,33 m                                               |
| Flügelfläche          | 27,3 m²                                              |
| Leergewicht           | 2.324 kg                                             |
| Startgewicht          | 3.700 kg                                             |
| Besatzung             | 1–2                                                  |
| Passagiere            | 6–9                                                  |
| Reisegeschwindigkeit  | 267 km/h                                             |
| Höchstgeschwindigkeit | 385 km/h                                             |
| Reichweite            | 2.670 km                                             |
| Triebwerke            | 2× Lycoming IGSO480 A1E6-Kolbenmotoren mit je 255 kW |